# Піщане (Топчихинський район)
Піща́не (рос. Песчаное) — село у складі Топчихинського району Алтайського краю, Росія. Входить до складу Парфьоновської сільської ради.

## Населення
Населення — 346 осіб (2010; 505 у 2002).
Національний склад (станом на 2002 рік):
- росіяни — 92 %